# Stazione di Hatori
La stazione di Hatori (羽鳥駅?, Hatori-eki) è una stazione ferroviaria di Omitama, città della prefettura di Ibaraki e servita dalla linea Jōban della JR East.

## Linee
JR East
■ Linea Jōban

## Struttura
La stazione è dotata di un marciapiede laterale e uno a isola con un totale di tre binari passanti. Il binario due è utilizzato dai treni in entrambe le direzioni.
| 1-2 | ■ Linea Jōban | per Tomobe, Mito, Katsuta, Hitachi e Iwaki     |
| 2-3 | ■ Linea Jōban | per Ishioka, Tsuchiura, Toride, Kashiwa e Ueno |

## Stazioni adiacenti
| «                    | Servizio             | »                    |
| Linea Jōban - Rapida | Linea Jōban - Rapida | Linea Jōban - Rapida |
| -------------------- | -------------------- | -------------------- |
| Ishioka              | Locale               | Iwama                |